# SuperMUC-NG

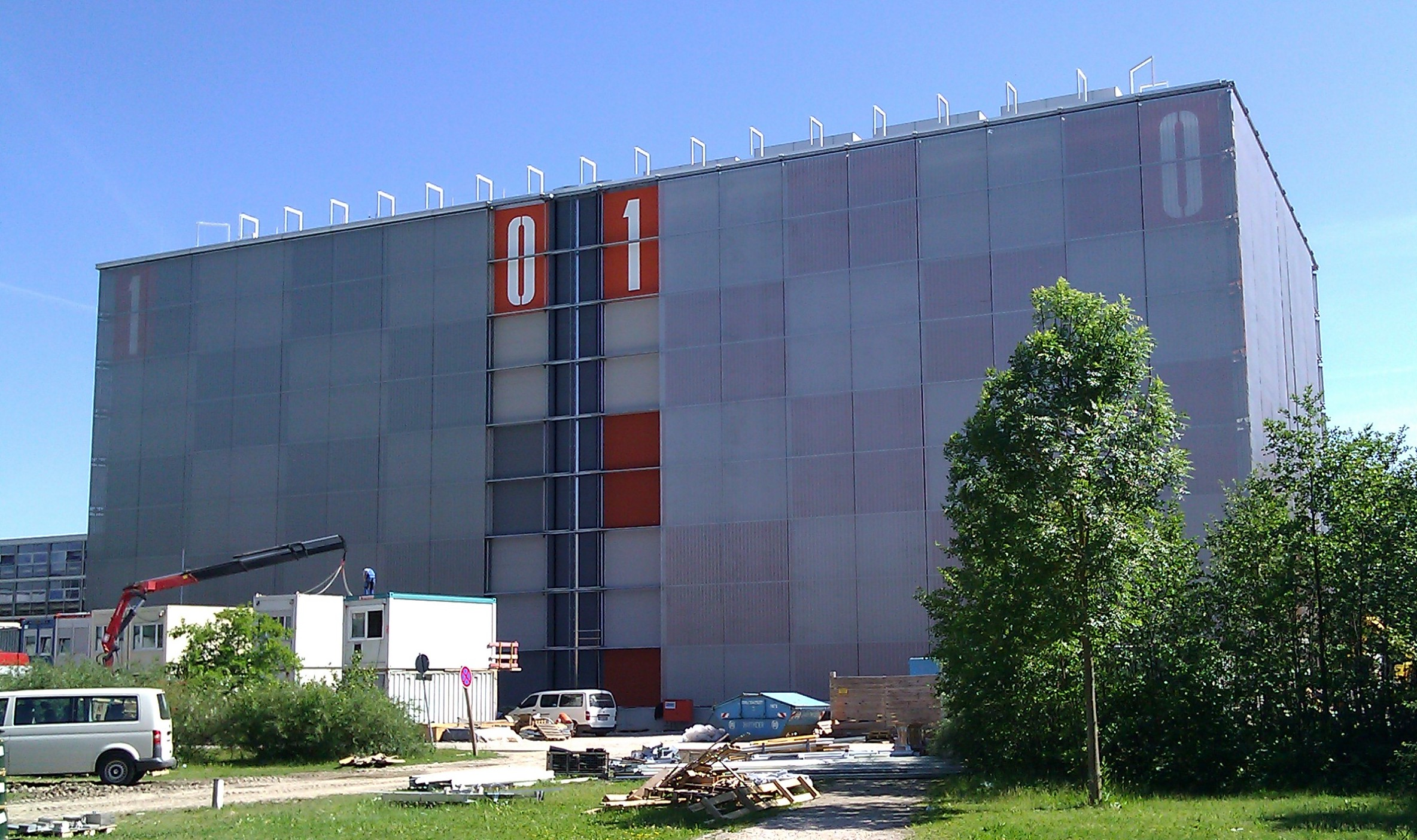
SuperMUC 2011

SuperMUC és un superordinador pertanyent al Centre Leibniz de Supercomputació (en alemany: Leibniz-Rechenzentrum, LRZ) situat a la ciutat de Garching, pròxima a Múnic. La seva capacitat de processament té pics superiors a 3 Petaflops i la seva principal singularitat és el seu sistema de refrigerat amb aigua calenta.
Dins de SuperMUC, tenim el SuperMUC-NG que es compon de 6.336 nodes de càlcul prim amb cadascun de 48 nuclis i memòria de 96 GB. A més,144 "fat compute nodes" per cada 48 nuclis i memòria de 768 GB per node.

## Història
Per a la construcció de SuperMUC, el centre de dades de Leibniz es va expandir al Centre Europeu de Supercomputació. L'edifici de l'ordinador en forma de cub es va duplicar aproximadament. El 13 de desembre de 2010 es va anunciar que IBM s'havia fet càrrec de la construcció de l'SuperMUC.
La construcció es va completar a la primavera de 2011, la posada en servei va començar a finals de 2011. L'ordinador ha estat en ple funcionament des de juliol de 2012. El 20 de juliol de 2012, la inauguració oficial va ser seguida per la Ministra Federal d'Educació i Recerca, Annette Schavan (CDU) i el ministre d'Estat de Ciència, Investigació i Art de Baviera, Wolfgang Heubisch (FDP).
Una altra superordinador d'aproximadament la mateixa força es va crear el 2015 (fase 2). Tots dos són sistemes independents que s'acoblen lliurement a través de el sistema d'arxius.

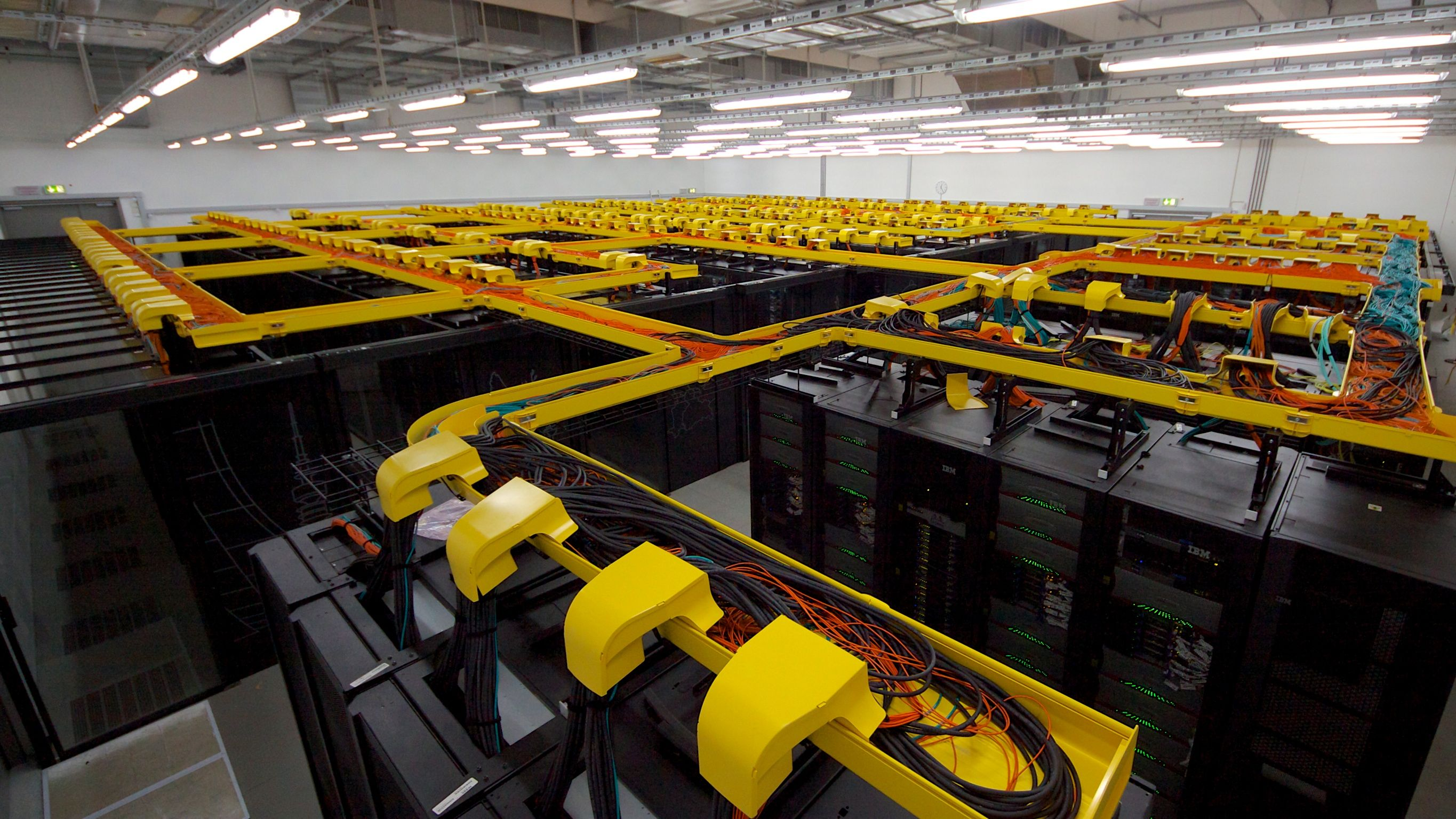
Interior SuperMUC

## Característiques
La gran quantitat de memòria que té ens permet utilitzar aquest supercomputador amb coses relacionades amb el big data. Com a exemples entre d'altres, aquest supercomputador s'utilitza per a temes de investigació com el control de desastres, medicina personalitzada o el sorgiment de l'univers. A més també s'utilitza aquest supercomputador per a simulació de processos com per exemple catàstrofes naturals.
| Site:                      | Leibniz Rechenzentrum                                                    |
| System URL:                | {{format ref}} https://www.lrz.de/services/compute/supermuc/supermuc-ng/ |
| Manufacturer:              | Lenovo                                                                   |
| Cores:                     | 305,856                                                                  |
| Memory:                    | 718,848 GB                                                               |
| Processor:                 | Xeon Platinum 8174 24C 3.1GHz                                            |
| Interconnect:              | Intel Omni-Path                                                          |
| Performance                |                                                                          |
| Linpack Performance (Rmax) | 19,476.6 TFlop/s                                                         |
| Theoretical Peak (Rpeak)   | 26,873.9 TFlop/s                                                         |
| Nmax                       | 8,402,688                                                                |
| HPCG [TFlop/s]             | 207.844                                                                  |
| Software                   |                                                                          |
| Operating System:          | SUSE Linux Enterprise Server 12 SP3                                      |

## Serveis
Desde finals de 2018, el nou supercomputador SuperMUC-NG dona suport a l'LRZ per a investigacions innovadores en una varietat de complexes disciplines científiques com l'astrofísica, la dinàmica de fluids o les ciències de la vida. Ofereix serveis de computació d'alt rendiment (HPC) d'alta disponibilitat, seguretat i amb una gestió d'energia eficient, que aprofitaran la tecnologia puntera optimitzada per gestionar una àmplia gamma d'aplicacions científiques. El poder de la supercomputadora és utilitzat per científics en àrees de recerca com el control de desastres, la medicina personalitzada i l'aparició de l'univers.
No obstant això, utilitzant superordinadors, també es poden calcular els efectes dels terratrèmols, com la simulació de terratrèmol de Sumatra del 2004. Això va proporcionar informació important sobre els processos geofísics. En aquest moment, el terratrèmol va resoldre devastadors tsunamis a moltes regions costaneres de l'Oceà Índic.
La instal·lació d'LRZ va suposar una fita en la història de Lenovo Data Center Group ja que s'assolirà la instal·lació de servidor número 20 milions.